# Carl Alexander von Duhn
Carl Alexander von Duhn, auch Karl (* 3. Juli 1815 in Lübeck; † 24. März 1904 in Hamburg) war ein deutscher Instanzrichter und Kommunalpolitiker.

## Herkunft
Duhn war das jüngste von fünf Kindern des Lübecker Kaufmanns und Ratsherrn Johann Hermann von Duhn und seiner Frau Sophie Margarethe Elisabeth, geb. Harms(en) (1781–1859). 1818 musste sein Vater wegen der Insolvenz seiner Handelsfirma aus dem Rat ausscheiden. Nach drei schwierigen Jahren wurde er 1821 zum Stadthauptmann (Vogt) in Travemünde (Lübsche Vogtei) ernannt, wo Carl Alexander von Duhn aufwuchs.

## Leben
Er besuchte das Katharineum zu Lübeck, wo er sich mit Emanuel Geibel, Wilhelm Mantels, Marcus Niebuhr und Ferdinand Röse anfreundete. Der Freundeskreis bildete später den Kern der Gruppe Jung-Lübeck.
1835 begann er das Studium der Rechtswissenschaften an der Universität Göttingen, an der schon 1768 sein Großvater Hermann von Duhn (1742–1781) mit einer Dissertation zum Lübischen Recht zum Dr. jur. promoviert worden war. Hier hörte er vor allem Jacob Grimm und Friedrich Christoph Dahlmann, die seine germanistischen (deutschrechtlichen) Interessen weckten. Daneben hörte er auch archäologische Vorlesungen bei Karl Otfried Müller. Für ein Wintersemester 1836/37 ging er an die Universität Berlin, um Friedrich Carl von Savigny zu hören. In Berlin verfestigte sich auch seine pro-preußische politische Haltung.
1837 kam er wieder nach Göttingen. Hier erlebte er sowohl die Feiern zum einhundertjährigen Bestehen der Universität als auch die Protestaktion der Göttinger Sieben gegen den Verfassungsbruch des Königs Ernst August I. (Hannover) aus nächster Nähe; er gehörte zu der großen Gruppe von Studenten, die die des Landes verwiesenen Professoren bis an die Landesgrenze bei Witzenhausen begleiteten.
Der Tod des Vaters Anfang 1837 hatte jedoch ein weiteres Studium und die akademische Laufbahn finanziell unmöglich gemacht. Duhn kehrte, inzwischen unter dem Einfluss seines Freundes Johann Heinrich Gelzer und des Theologen Friedrich Lücke von einem Freigeist zu einem überzeugten Christen geworden, nach Lübeck zurück. 1839 wurde er in Göttingen mit einer von Gustav von Hugo betreuten Dissertation zum Dr. jur. promoviert und bestand gleichzeitig sein juristisches Staatsexamen vor dem Oberappellationsgericht der vier Freien Städte. Er wurde Advokat in Lübeck und bald als Prokurator Prozessvertreter beim Oberappellationsgericht der vier Freien Städte und ab 1848 beim Niedergericht. Seine rechtshistorische Expertise wurde von der mecklenburgischen Ritterschaft im Streit um die Landstandsfähigkeit der bürgerlichen Grundbesitzer in Anspruch genommen. Er hielt die mecklenburgische Ständeverfassung für das Gute, und da es historisch und völlig aus den Verhältnissen herausgeworden war, auch für das dauernd Richtige. Aus dieser Haltung heraus begrüßte er den Freienwalder Schiedsspruch.
Dem Freundeskreis Jung-Lübeck angehörend, organisierte er 1847 den Lübecker Germanistentag, zu dem viele seiner akademischen Lehrer in die Hansestadt kamen.
Schon im Revolutionsjahr 1848 war er Abgeordneter der Lübecker Bürgerschaft und gehörte ihr bis 1879 an. Als Bürgerschaftsmitglied nahm an jener denkwürdigen (und durch die Buddenbrooks in die Weltliteratur eingegangenen) Sitzung in der Reformierten Kirche am 9. Oktober 1848 teil, bei der das Volk in die Versammlung eindrang und die dort Versammelten zu Gefangenen erklärte, woraufhin Duhn und andere über den Hinterhof und Dächer in die Breite Straße entkamen. Mehrfach war er Mitglied im Bürgerausschuss; 1870/71 leitete er als Wortführer beide Körperschaften.
1858 wurde Duhn zum Richter am Obergericht berufen. Zu seinen bleibenden Verdiensten in dieser Stellung gehört sein leidenschaftliches Eintreten für eine Reform des Lübecker Strafvollzugs. Lange Jahre Mitglied der Gesellschaft zur Beförderung gemeinnütziger Tätigkeit, war er von 1871 bis 1874 ihr Direktor.
Seine politische Haltung blieb gegen Dänemark und Frankreich und für Preußen und die Kleindeutsche Lösung ausgerichtet. Er war ein großer Verehrer Bismarcks, dessen Porträt sein Arbeitszimmer schmückte. 1867 trat er in einer Reihe von Beiträgen für die Berliner Revue publizistisch für die Anerkennung Preußens in dessen neuen Provinzen ein und verteidigte im zweiten Brief den Lauenburgischen Superintendenten Albert Robert Brömel, der wegen seiner Parteinahme für die neue preußische Obrigkeit in der Frage des Huldigungseides stark kritisiert worden war.
1879 entsandte der Lübecker Senat von Duhn als Oberlandesgerichtsrat an das durch die Reichsjustizgesetze neugegründete Hanseatische Oberlandesgericht in Hamburg, das die Aufgaben des Oberappellationsgerichts übernahm. Hier wirkte er bis zu seiner Pensionierung aus Gesundheitsgründen 1887.
1889 erneuerte die Juristische Fakultät der Universität Göttingen sein Doktordiplom zur Feier des 50. Promotionsjubiläums. Seine letzten Lebensjahre verbrachte er in Aumühle.

## Familie
Er heiratete 1849 Anna, geb. Heineken (* 3. Juli 1821 in Bremen; † 18. März 1902 in Hamburg), einer Tochter von Friedrich Wilhelm Heineken, Senator und Syndicus der Freien Hansestadt Bremen. Von 1858 bis 1879 wohnte die Familie in der Beckergrube. Von den drei Söhnen des Paares wurde Friedrich von Duhn als Archäologe in Heidelberg bekannt.

## Werke
- Lübeck und das Kanonenboot Von der Tann. Lübeck 1850
- Betrachtungen über die politische Bedeutung der verschiedenen Stände, mit besonderer Rücksicht auf die gegenwärtige Lage der ständischen Verhältnisse in Mecklenburg. Lübeck: Aschenfeldt 1846

Digitalisat des Exemplars der Bayerischen Staatsbibliothek
- Die Gefängnißfrage, in ihrem Zusammenhange mit der Zeitentwickelung betrachtet. Lübeck: Dittmer 1862

Digitalisat des Exemplars der Bayerischen Staatsbibliothek
- (anonym) Offene Briefe eines hanseatischen Juristen an einen mecklenburgischen Edelmann über die Beschaffenheit der Mittel, wodurch man die Opposition gegen Preußen in dessen neuen Provinzen zu befördern sucht. Berlin: A. Paul 1867
- Mittheilungen über eine im Werke befindliche Revision des französischen Seerechts, nebst einigen Bemerkungen über seerechtliche Gegenstände. 1870
- Deutschrechtliche Arbeiten: Abhandlungen über das Immobiliarsachenrecht und die Geschichte der Reception des Römischen Rechts. Lübeck: Seelig 1877 (Digitalisat)